# 飓风伊莎贝尔对马里兰州和哥伦比亚特区的影响
飓风伊莎贝尔对马里兰州和哥伦比亚特区的影响是美国巴尔的摩－华盛顿都会区所受热带气旋影响中最具破坏性的其中一次。飓风伊莎贝尔于2003年9月6日在大西洋热带海域的佛得角附近由一股东风波发展而成。系统朝西北方向前进，进入一片水温较高，风切变很弱的环境后稳步加强，于9月11日达到风速每小时270公里的最高强度。经过四天的强度波动后，飓风逐渐减弱，于9月18日在北卡罗莱纳州的外滩群岛以风速每小时165公里的强度登陆。风暴登陆后迅速减弱，于次日在宾夕法尼亚州西部转变为温带气旋。
9月19日，伊莎贝尔以热带风暴强度穿过马里兰州的最西部，其大规模环流也给全州都带去了热带风暴强度的狂风。该州有约124万人失去电力供应。风暴产生的风暴潮造成了最为沉重的打击，淹没了沿岸地区并引起严重的海岸侵蚀。马里兰州东部有成百上千的建筑物受损甚至完全被摧毁，其中大部分是由发生在安妮女王县的潮汐洪水引起。马里兰州中部也有成千上万的房屋受到影响，巴尔的摩和安那波利斯报告因风暴潮而出现了严重的洪灾。哥伦比亚特区也遭受了中等程度损失，其中大部分是因狂风引起。整个马里兰州和哥伦比亚特区的经济损失共达到约9.45亿美元（2003年美元，相当于15.7億2025年美元），还有一人直接因风暴引发的洪水遇难。

## 防灾措施

登陆后不久的飓风伊莎贝尔

伊莎贝尔还位于西部大西洋上空，拥有五级飓风强度时，气象预测人员预计风暴会向西北方向行进，并在5天时间内到达马里兰州大洋城（Ocean City）东南偏东方向210公里位置，其风速将达到每小时185公里，仍然有大型飓风强度。伊莎贝尔登陆4天前，大部分计算机模拟都预测飓风将在北卡罗莱纳州到新泽西州之间登陆。飓风吹袭陆地约两天前的9月16日，美国国家飓风中心向切萨皮克湾的马里兰州南部沿海地区发布了飓风观察预警，当天晚上还向该州东部沿海发布了热带风暴观察预警，并在伊莎贝尔登陆前约24小时升级为热带风暴警告。
官方于飓风登陆前一天建议史密斯岛的公民撤离，这也是马里兰州东部唯一建议撤离的地区。卡尔弗特县、圣玛丽斯县和查尔斯县低洼地区和一些特定地点接到了强制疏散的命令，霍华德县的六户家庭收到要求他们离开的通知。政府还建议巴尔的摩县洪水易发区的居民撤离，巴尔的摩部分市民因洪水而自行疏散。不过整个马里兰州沿海地区居民撤离的比例不高，相对最高的是西部海岸最南面的县。人们选择留下来的主要原因是对飓风行进路线的担忧。一次针对撤离意愿所做的调查显示，有20%到33%的居民担心会在撤离的路上遭遇风暴，还有比例接近的居民担忧自己一旦离开可能就没法再返回家中。所有选择离开的居民中大部分前往朋友或亲戚家中暂避，三分之二到四分之三的人最终目的地就是邻居家，或是仍在同一个县内。大部分人直到飓风登陆前一天甚至当天才撤离。大部分地区公众对疏散命令的反应都很正常或较快，疏散期间的交通状况也基本正常。居民在撤离时所遇到最常见的问题是树木倒塌，路标不足，道路水淹和车辆抛锚。全州共有3080位公民因飓风伊莎贝尔而离开自己的家暂避。巴尔的摩内港有上千人借助船只、卡车和校车撤离。
哥伦比亚特区市长安东尼·A·威廉斯（Anthony A. Williams）宣布特区进入紧急状态，这里早在飓风来临几天前就已经开始着手进行准备，如在洪水易发地区放置沙袋等。许多人接到通知，请他们尽量不要出门，这其中还包括美国联邦政府的非紧急工作人员。飓风来袭时，大部分特区公民已经进入避难所，全城大部分街道上都空无一人。美国总统乔治·沃克·布什与阿卜杜拉二世一起离开市区到达总统度假的戴维营。绝大多数美国国会议员和美国国防部官员也都离开了首都，包括联邦大楼在内的许多建筑物予以关闭。巴尔的摩－华盛顿都会区的全部三个国际机场——巴尔的摩/华盛顿国际机场、罗纳德·里根华盛顿国家机场和华盛顿杜勒斯国际机场——全部关闭，所有飞往首都的航班均予取消或转移。许多火车路线也暂停服务或延期，华盛顿地铁和地铁巴士系统在风暴来临前完全关闭。美国国家动物园的工作人员将动物转移到室内，并降低园区内的水位。

## 影响

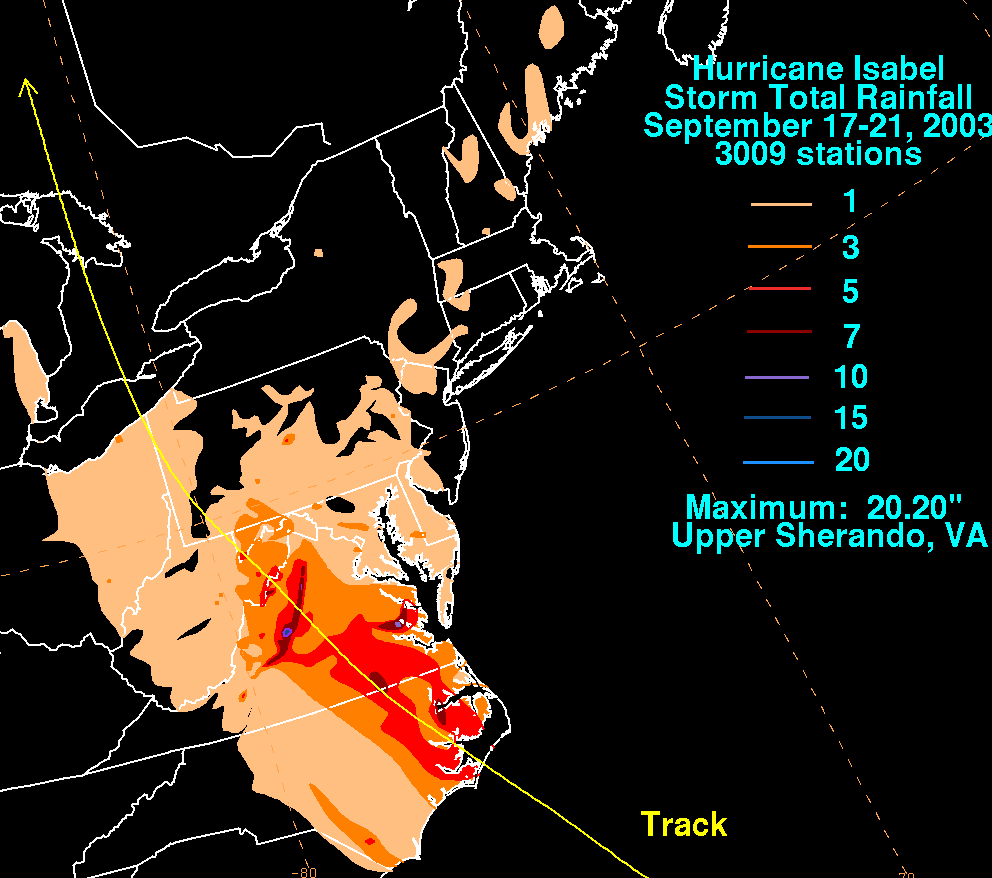
飓风伊莎贝尔的降雨量分布

### 东海岸
飓风伊莎贝尔在马里兰州东海岸产生了强烈的风暴潮，切萨皮克湾的胡珀岛（Hoopers Island）上达到最高的2.4米，大洋城的大西洋海岸也有2米。飓风以一个向西的漏斗状路径进入海湾，由于强度很高，甚至改变了湾内的正常潮汐周期。肯特县记录到了高于正常水位2.4米的强烈海潮，创下了新的纪录。德玛瓦半岛位于马里兰州境内的部分降雨量达到81毫米。飓风的大规模环流在该州东海岸产生了狂风，其中剑桥的最大持续风速达到每小时84公里，阵风时速则有106公里。
风暴潮引发的潮汐洪灾迫使海湾附近居民撤离。罗克霍尔（Rock Hall）、切斯特顿、克里夫斯市（Cliffs City）、斯金纳斯内克（Skinners Neck）、派尼内克（Piney Neck）及周边都报告出现了潮汐洪水，并经切斯特河带到了稍偏内陆的地区。洪水摧毁或损伤的房屋、车辆和船只总数超过100，罗曼科克（Romancoke）的码头同样被毁，这里是渡船到达切萨皮克湾前的靠岸点之一，当时还在作为捕鱼码头使用。还有11个游艇码头，三间餐馆，四家酒店，一间造船厂和一个船排严重受损。飓风摧毁了安妮女王县的37户民宅，还有151户严重受损，192套受到中等程度损伤，经济损失共计3700万美元（2003年美元，相当于2025年的6128萬美元）。这些损失大部分是因潮汐洪灾导致的，还有四套民房被倒下的树木砸毁。中等强度的阵风刮倒了许多树木和电线杆，刮断的树枝则难以计数，导致65750户家庭或商户失去电力供应，这其中有半数发生在塞西尔县。一家供电公司称这是该公司历史上所遭遇最严重的停电事故。马里兰州东海岸受到的经济损失总额约为5000万美元（2003年美元，相当于2025年的8281萬美元）。

### 马里兰州中部
马里兰州中部阵风最强的是银泉，记录到的风速为每小时134公里，帕塔克森特河沿岸的一处地点还记录到了每小时88公里的持续风速。有报道称马里兰州部分地区的降雨量达到178毫米，但该数据没有得到官方证实，官方数据中巴尔的摩/华盛顿国际机场的降雨量最高，为82毫米。切萨皮克湾西岸地区因飓风带来的涌浪而产生了强烈的风暴潮，其中巴尔的摩达到最高的2.5米，安那波利斯也报告了2.2米的风暴潮。许多地方的风暴潮都打破了之前1933年切萨皮克－波托马克飓风创下的纪录。整个马里兰州中部有472套民房或建筑物被毁，3260套受损严重，还有3600套受到影响。强烈的风暴潮将43000吨沙子，数百万磅的氮和磷和数百万加仑未经处理的污水冲进了切萨皮克湾。此外还有一人在交通事故中丧生。财物损失总额达到5.305亿美元（2003年美元，相当于8.79億2025年美元），还有价值19万美元（2003年美元，相当于31.5萬2025年美元）的农作物损失。农业损失主要限于畜舍及棚屋受到的轻度损伤，不过弗雷德里克县一个农场有一个干草谷仓和一个奶制品仓被狂风摧毁。美国农业部估计这场飓风带来的狂风摧毁了田地里15%至30%的玉米和10%到15%的大豆。过量的水还致使许多螃蟹加工厂和螃蟹餐馆关闭，并且因水中可能含有安全性存疑的杂质，官方对贝类水产的收获实行了11天的限制。
大部分高于海平面三米以下的沿海地区都遭受了海浪的严重破坏。马里兰州地质调查局根据巴尔的摩县的损失数额估算海浪冲走了沿岸8.1公顷的沙子。这一天失去的81000平方米沙子已相当于年均损失量的15%。海滩上平均失去的沙子有1.5米高，整个切萨皮克湾因受侵蚀而有约81000吨泥沙进入海湾。并且这些侵蚀很不均衡，有些地方没有受到影响，有些地方则损失远大于平均水平，并且这样的地方并没有什么不同之处。侵蚀和风暴潮令许多隔板受损，潮水退去时还冲走了许多独立式建筑。。伊莎贝尔还导致切萨皮克湾中部的浮游植物出现不同寻常的增长，之后又在十月初突然恢复到正常水平。

#### 各县所受影响

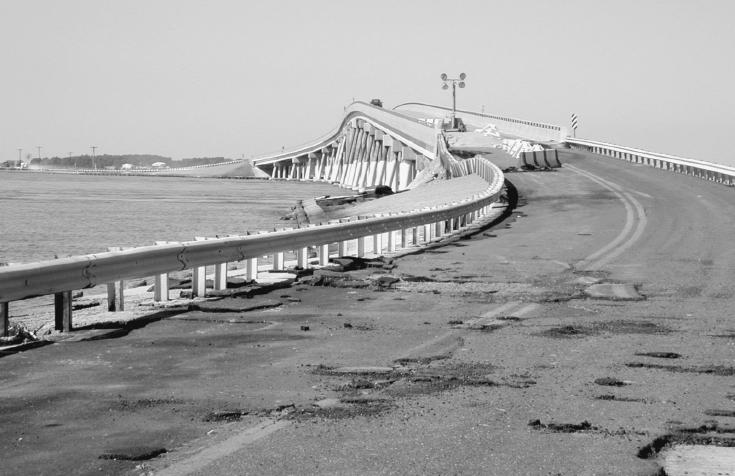
一座受损的桥梁

圣玛丽斯县海岸沿线有2米高的中浪，守望点州立公园遭受了300万美元（2003年美元，相当于547萬2025年美元）的损失。该县有2500个码头被毁，另有1000个受到中等程度破坏，导致了1025万美元（2003年美元，相当于1698萬2025年美元）的货币损失。飓风登陆几小时后，风暴潮就摧毁了圣乔治岛（Saint George Island）的桥梁，该岛大部分区域被洪水淹没了一个星期，岛上20户民房被毁。岸边的护岸受到了价值5340万美元（2003年美元，相当于1.04億2025年美元）的损伤。整个圣玛丽斯县的居民受到的损失约有1700万美元（2003年美元，相当于3.08億2025年美元），其中约有150万美元（2003年美元，相当于248萬2025年美元）是商业建筑受损。这些损失大部分由风暴潮引起，狂风也造成了轻到中度损失，圣玛丽县也是马里兰州因风害损失最大的一个县，狂风掀开了一户民房的屋顶，还刮倒了70棵树，致使27092人家中停电。
飓风给查尔斯县的道路造成了200万美元（2003年美元，相当于331萬2025年美元）的破坏，科布岛（Cobb Island）上有两户民宅被毁，另有多套受损。该县其他多个地区也出现了因这场飓风而受到损失的报告，有52套房屋受损，还有8户民宅和7家商户严重受损或是被毁。沿岸地区有许多码头受损或被毁，还有两口私人社区的水井受到污染。狂风吹倒了许多树木和电线杆，导致32000人失去电力供应。该县居民共计遭受了110万美元（2003年美元，相当于182萬2025年美元）的损失，另外商业建筑也受到了价值60万美元（2003年美元，相当于99.4萬2025年美元）的破坏。
卡尔弗特县东部海岸有1.2到1.5米的海浪，将北滩（North Beach）一户民房从地基上冲跨。风暴潮摧毁了所罗门斯岛的码头，还令沿岸建筑物严重受损。该县因飓风导致22400位居民家中停电。
风暴潮令帕塔克森特河、波托马克河和安那考斯迪亚河（Anacostia River）沿线出现了高于正常水平的潮水。乔治王子县大部分海岸线地势都很高，可以防止出现严重的水灾，但还是有三条道路因水位高涨而关闭，其附近的海岸线还不够高。飓风经过给当地留下了5000吨碎屑需要清理，15幢建筑物严重受损，另外53幢建筑物也受到了一定程度的影响。该县有近20万居民失去电力供应。马里兰州最大的两个污水处理厂停电后，有36万立方米的有害废水溢出，与潮水混合后流入乔治王子县的两条河中。不过因废水中混有雨水，其威胁有所减轻，之后也没有出现人类或动物因此而生病的报告。
位于安妮阿伦德尔县安那波利斯的美国海军学院有许多建筑物被风暴潮包围，导致了1.16亿美元（2003年美元，相当于1.92億2025年美元）的损失。安纳波利斯海事博物馆也遭受了严重的破坏，幸好义工已将文物转移到安全地点。博物馆因风暴潮导致的积水有1.8米深，造成地板、墙壁和电力设施严重受损。风暴过后，全县共计21.1万用电户中有约93%失去了电力供应。联邦紧急事务管理局估计该县一共遭受了高达5亿美元（2003年美元，相当于8.28億2025年美元）的经济损失。
巴尔的摩县沿岸因中等高度的海浪而导致了严重的海岸侵蚀，损失数额约为300万美元（2003年美元，相当于497萬2025年美元）。米勒斯岛（Millers Island）、艾吉梅尔（Edgemere）和北角（North Point）等多个地区的居民区受到了飓风的严重打击，超过400人需要救援，超过300幢建筑物被毁。邓多克（Dundalk）因风暴潮引发的洪水遇难，大部分码头要么被毁，要么严重受损。强风刮倒了成百上千的树木，其中单学校区域内就有118棵，还有一些电线杆倒塌，导致22万用户失去电力供应。伊莎贝尔途径该县后留下了3189吨碎屑需要清理。
风暴潮淹没了巴尔的摩的费尔斯点（和内港，给海滨物业造成了数百万美元的损失。洪水开始淹没内港时，船主帮助被淹民房中的35人成功撤离。巴尔的摩市至少有三幢建筑物被狂风摧毁。巴尔的摩工业博物馆遭受了150万美元的损失（2003年美元，相当于248萬2025年美元）。全州共有70000人家中停电。
哈福德县因强烈的海浪和风暴潮导致多个区域出现中等程度洪水，迫使布什河（Bush River）沿岸的55人和勒阿弗尔海滨沿岸的12人进行疏散，勒阿弗尔的海滨长廊也被摧毁。强风令该县51600位居民失去电力供应，全县经济损失至少有1250万美元（2003年美元，相当于2070萬2025 USD)年美元）。

### 马里兰州西部
热带风暴伊莎贝尔的中心于9月19日从加勒特县掠过，其异常广阔和强大的风场在整个马里兰州西部产生了时速80到95公里的阵风。一些雨带产生的阵风时速达到了113公里，一些相对孤立地区形容这些阵风造成的破坏是由龙卷风引起的。整个地区降雨量从50到100毫米不等，致使波多马克河溢出了河岸。罗克斯点（Point of Rocks）河段的浪头有7米高，比洪水水位高了2.2米，引发了中等程度的洪灾。波多马克河远至西弗吉尼亚州摩根县的波波的河段浪头也高于洪水水位0.9米，导致了低度洪水。洪水还致使切萨皮克和俄亥俄运河的部分河段予以关闭。
飓风产生的阵风令大范围树木普遍受损，加上之前的降雨使泥土潮湿松软，树木相对来说很容易被连根拔起。不过阵风对建筑物的损伤较为轻微，卡洛尔县有一套房屋因被倒下的树砸中而受损。树木倒塌砸在汽车、道路、民房和电线杆上，导致该州西部在风暴过后有35.8万人家中停电。蒙哥马利县有600个交通信号灯没有电力供应，约70条道路因树木倒塌而封闭。伊莎贝尔摧毁了94幢建筑物，还令87套受损，包括33套民宅，其中6套损伤严重，一套有部分屋顶被掀。弗雷德里克县有两人被倒塌的树木砸伤。整个马里兰州西部一共遭受了207万美元（2003年美元，相当于343萬2025年美元）的经济损失。

### 哥伦比亚特区

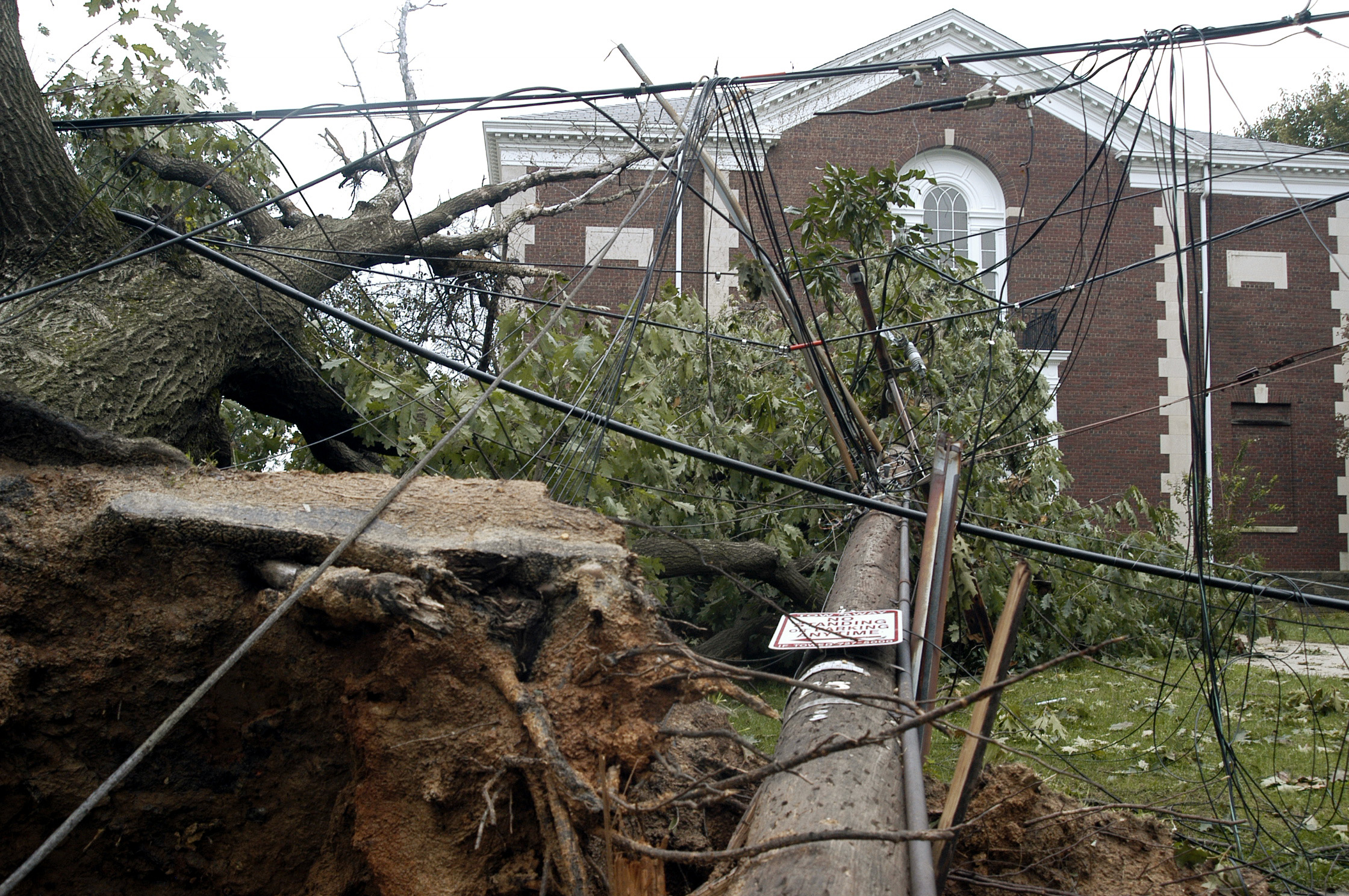
哥伦比亚特区被风刮倒的树木和电线杆

哥伦比亚特区的持续风速保持在热带风暴强度，美国国家科学院记录到了时速114公里的阵风。城市上空数百英尺的风力达到飓风强度，高层建筑上的风力传感器记录到的风速为每小时115到135公里。降水相对较少，整个特区的降雨量约在50毫米左右。一个位于威斯康辛大道（Wisconsin Avenue）的计量器记录到3.4米高的风暴潮，另一个位于特区西南部码头的计量器则记录到了3.1米的风暴潮，这两个数字都打破了之前1933年切萨皮克－波托马克飓风创下的纪录。
强风吹倒了特区内约1600棵树木，其中有23棵倒在房屋上。美国国家植物园损失了许多栽在安那考斯迪亚河岸上已经长成的树木和杜鹃花。强风还刮倒了许多电线杆，导致12.9万用户失去电力供应。不少街道因倒塌的树木或电线杆而封闭。白宫前院的花园有一棵树被风吹倒，但白宫没有受到损伤。风暴潮令华盛顿海军工厂被淹。工厂的码头受损，一些建筑物以及停放在地势较低停车场的汽车被淹。风暴期间有五人被困在车内，不过均成功获救，还有多条道路因洪水而封闭。整个特区因伊莎贝尔而遭受了约1.25亿美元（2003年美元，相当于2.07億2025年美元）的损失，风暴还留下了约13600公斤碎屑需要清理。

## 善后
飓风过去两天后，供电部门工作人员已经恢复了马里兰州东岸75%停电地区的供电，剩下的25%也在五天内全部恢复。哥伦比亚特区的多幢建筑物在风暴过去后还关闭了两天。马里兰州西部和中部有多人因在家中不恰当地操作发电机而出现一氧化碳中毒，有三人因此丧生。此外还有人在清理废墟或使用链锯的过程中受伤。飓风来袭后，卡尔弗特县医院报告每天前来就诊的病人多了130位。
飓风产生的狂风和风暴潮使大量家庭取暖用油的油罐脱落或破损，数千加仑的油因此流入庭院和野外。马里兰州环境部和美国国家环境保护局合作找回了油罐中超过50000加仑（相当于19万升）的油。五百套物业受到油的污染，联邦紧急事务管理局为这些物业的清理工作支付了75%的费用，余下的25%则由马里兰州政府提供。
2003年9月19日，美国总统乔治·沃克·布什宣布整个马里兰州为灾区，受到影响的居民因此可以申请联邦援助。联邦紧急事务管理局官员敦促受到重大损失的居民和企业主尽快进行联系，并请求那些受到损失很少的人们稍待数日。该州所有因风暴遭受损失的居民有60天的时间来申请援助。飓风过去5天后，联邦和州政府在安那波利斯、巴尔的摩、埃塞克斯（Essex）和弗雷德里克王子城开设了灾难恢复中心，这里旨在向申请联邦援助的人们提供更多的信息。伊莎贝尔登陆约6天后，肯特县的罗克霍尔，圣玛丽斯县的加利福尼亚，蒙哥马利县的银泉，安妮女王县的切斯特（Chester），萨默塞特县的克里斯菲尔德（Crisfield），多切斯特县的剑桥和托尔伯特县的伊斯顿都开设了灾难恢复中心。飓风过后约一个月后，政府将一些房屋受损而无法居住，并且也没有备用住房或是亲戚和朋友家可以借宿的居民安置在旅行拖车中。
从9月26日起，受到影响的居民开始收到住房救济金补贴，援助金总额为430万美元（2003年美元，相当于712萬2025年美元）。飓风过去一个月后，发放的救灾援助金已经超过3000万美元（2003年美元，相当于4969萬2025年美元）。最终该州获得的援助金总额接近1亿美元（2003年美元，相当于1.66億2025年美元）。全州企业主共递交了14595份贷款申请，最终一共收到了美国小企业管理局发放的5340万美元（2003年美元，相当于8845萬2025年美元）低息贷款。马里兰州还收到了超过1690万元（2003年美元，相当于2799萬2025年美元）的救灾基金，用来重建受损的基础设施。提出申请的17855位居民获得了超过2080万美元（2003年美元，相当于3445萬2025年美元）的住房援助金和800万美元（2003年美元，相当于1325萬2025年美元）的其他援助，如个人财产、交通和医疗开支。
总统布什在伊莎贝尔经过哥伦比亚特区两天后也把首都宣布为灾区。美国农业部批准了一个为期两周的紧急食品券方案，确保遭受飓风袭击的人员不至于挨饿。风暴过去8天后，美国就业服务部向直接因伊莎贝尔而失业的人们提供灾难失业救济金。伊莎贝尔袭击11天后，联邦政府已批准发放了521万美元（2003年美元，相当于863萬2025年美元）的救灾援助金。美国陆军工程兵团向四个发放点运送了超过36.3万公斤干冰，用于帮助特区内的冷冻食品仓库度过停电期。各种团体向因停电致使家中食品变质的居民提供了15000顿正餐。志愿者协助向特区各处发放了515吨冰块和21000个沙袋。官员还开设了两个灾难恢复中心，为特区灾民提供帮助。最终共有近1500位特区公民申请了联邦援助，联邦紧急事务管理局共计发放了超过60万美元（2003年美元，相当于99.4萬2025年美元）的救灾援助金。